# Dam Noi
Dăm Noi (phát âm: Đăm Noi, tiếng Hindi: बालक नोई / Baalak Noee, tiếng Việt: Chàng Noi) là một anh hùng ca bằng ngữ ngôn Bâhnār. Sử thi Dăm Noi xoay quanh chuyến phiêu lưu của 5 anh em ruột tìm đường đi đánh thần Drăng-hă Drăng-hơm. Tác phẩm tồn tại trong dân gian ở dạng trường ca, thường được diễn xướng lúc thừa nhàn hoặc hội mùa cúng thần.

## Nội dung
- Bok Set

Từ lâu lắm rồi, lũ buôn bàn tán về bok Drăng-hă Drăng-hơm có sức mạnh khủng khiếp "đánh núi núi lở, đánh đá đá vỡ, đánh nước nước cạn". Lão thường đi khắp các nẻo đường để bắt người về xơi thịt. Hết thảy người Jrai, Yuăn, Chăm nức tiếng hùng cường cũng lấy làm cả sợ. Bok Kei-dei trên trời ngó xuống, thấy mặt đất trơ trụi, các buôn tan hoang, chỉ còn lại một mình Set. Thần động lòng thương, bèn cho con út là bia Răk (nàng Răk) xuống cùng Set giữ đất nước.
Set và Răk ăn ở với nhau được 5 tháng thì Răk sinh liền một lúc năm con trai Yung, Yol-ngoi, Hmen, Dê-hrit, Noi. Gia đình sống rất hòa thuận, chỉ có thằng út Noi khỏe nhất mà ngỗ ngược hay làm cha mẹ buồn giận. Cho đến một ngày, Noi đùng đùng đòi đi đánh thần Drăng-hă Drăng-hơm, mẹ Răk can mãi chẳng được. Noi đi kiếm chiếc rìu có lưỡi bạc cán đồng để chặt cây Kchit "có ngọn cao tận trời" để làm thuyền vượt krông Pă (sông Pă) hùng vĩ.
| “         | Noi ! Mẹ biết, con muốn làm truyện chẳng lành. Con muốn đốt tổ ong bầu, phá tổ ong vàng. Không được đâu ! Sức con còn yếu, như con sóc mới sinh, con sâu mới nở, không đọ được bok Drăng-hă Drăng-hơm đâu. | ” |
| — Bia Răk | |   |

| “         | Mai mốt lớn lên con mới đi đánh Drăng-hă Drăng-hơm Con sẽ đánh cho nước biển cạn, đánh cho nước sông Pă khô, đánh cho con cá phải chui xuống đất, con trăn lớn phải nhỏm dậy mà ngó. | ” |
| — Dăm Noi | |   |

- Bok Drăng-hă Drăng-hơm

Trên đường đi, 5 đứa gặp chị em bia Kmundak và bia Pduk đi gùi nước, được họ khuyên can nhưng cả bọn không nghe. Tới buôn Rơh, họ lại gặp bia Phu và bia Chăm là con bok Rơh. Bok Rơh bèn gọi hết dân buôn ra định bắt anh em Noi về tra hỏi và cũng để không cho họ mạo hiểm nữa, nhưng con thuyền chở mấy anh em bỗng bay vút lên trời quá đầu người khiến không ai tóm được. Rốt cuộc, họ cũng tới buôn Drăng-hă Drăng-hơm.
Bữa đó, bok Drăng-hă Drăng-hơm vừa đi vắng, chỉ có các con gái lão ở nhà. Noi bèn ướm hỏi coi của cải võ khí lão cất chỗ nào, mấy chị em ngây thơ bèn chỉ cho. Sẩm tối Drăng-hă Drăng-hơm về, chờ lão ngủ say, 5 anh em lén đốt hết khiên. Nhưng còn mấy chiếc Drăng-hă Drăng-hơm vẫn ôm bên mình, 5 anh em lại bày kế để các con gái lão lấy đặng đưa cho. Sau đó, chúng bỏ những khiên và cả các con Drăng-hă Drăng-hơm vào mấy bao thần. Lúc Drăng-hă Drăng-hơm trờ dậy thì chẳng thấy khiên và các con đâu. Bấy giờ Noi mới gọi lão ra khiêu chiến.
Noi đánh nhau với Drăng-hă Drăng-hơm liền mấy trăm hiệp khiến trời đất rung chuyển, cả người và vật đều hoảng hồn trốn đi. Trong tay Noi đã có chiếc khiên chớp, gươm Kchot-yơl và búa thần. Bok Drăng-hă Drăng-hơm tức tối gầm vang đất trời mà không sao hạ được Noi. Cho đến khi Drăng-hă Drăng-hơm đuối sức tưởng sắp thua, có bia Khiĕt là đày tớ Drăng-hă Drăng-hơm chạy ra đưa lão cây chổi sắt khiến tình thế đảo ngược. Hai bên đành tạm đình chiến.
Ít hôm sau, Noi lại khiêu chiến Drăng-hă Drăng-hơm. Hai bên quần nhau suốt mấy năm trời, đem ra không biết bao nhiêu tài phép. Bok Drăng-hă Drăng-hơm ngày một già yếu, trong khi Noi càng đánh càng khỏe. Sau cùng, Noi cũng hạ được Drăng-hă Drăng-hơm, bèn chém đôi mình lão.
| “         | Hỡi Drăng-hă Drăng-hơm sức mạnh như thần, đánh núi núi lở, đánh đá đá vỡ, đánh nước nước cạn. Ta đánh nhau đã lâu rồi, từ khi tôi còn nhỏ như con sóc mới sinh, như con sâu mới lớn. Bây giờ tôi đã trở thành trai tráng, và hôm nay, tôi muốn ông phải chết. | ” |
| — Dăm Noi | |   |

| “                        | Mày chờ coi, rồi biết tay tao. Tao đánh cho nước biển cạn, đánh cho nước sông Pă khô, đánh cho núi cao phải thành đất bằng, đất bằng thành hố sâu. | ” |
| — Bok Drăng-hă Drăng-hơm | |   |

| “         | Hỡi Drăng-hă Drăng-hơm giỏi như thần, giỏi hơn trời. Hôm nay ông chắc chắn phải bỏ đày tớ lũ buôn ông rồi, nhất quyết nay ông phải chết. | ” |
| — Dăm Noi | |   |

- Bok Prao

Tưởng đã yên, 5 anh em hăm hở về nhà. Nhưng giữa đường, họ bị bok Prao chặn đánh để phục thù Drăng-hă Drăng-hơm. Y hô phong hoán vũ khiến nước dâng đến lưng trời, bok Kei-dei ở trên cao trông xuống cũng khiếp đảm. Thần bèn cử hai đứa con gái nữa xuống chỉ lối cho Noi tới chỗ bok Prao để đánh.
Bok Prao giở mọi tà thuật ra hại Noi mà không thành, sau rốt bị Noi giáng kiếm tiêu diệt. Noi lại lấy khiên và các con gái bok Prao bỏ vào bao thần.
Noi cùng các anh đem bao thần về đoàn tụ cha mẹ. 5 anh em Noi chia nhau các con gái Drăng-hă Drăng-hơm và Prao để làm vợ, cùng nhau sinh con cái, rồi làm ăn. Cuộc sống lũ buôn lại đầm ấm như xưa.

## Ảnh hưởng
Hmon Dăm Noi từ lâu được coi là biểu tượng văn hóa trọng yếu nhất của sắc tộc Bâhnar, nhưng do tính khẩu truyền lại lắm dị bản nên mãi tới năm 1982 ban chuyên khảo của giáo sư Tô Ngọc Thanh (Viện Nghiên cứu Văn hóa) mới cố công sưu tầm và khảo dịch, tới năm 1988 thì ấn hành trong cuốn Folklore Bâhnar. Tác phẩm sớm gây kinh ngạc thời bấy giờ về cấu trúc đồ sộ. Trong quá trình phiên dịch Dăm Noi ra tiếng Bâhnar hiện đại và tiếng Việt, các nhà hiệu đính đã bỏ mất phần lớn tính thơ và tính nhạc độc đáo của hmon, chỉ còn sự hiệp vần.
Năm 2006, Dăm Noi nằm trong hợp tuyển 16 sử thi Tây Nguyên (mỗi tập khoảng ngàn trang) được ấn hành như là kết quả dự án Điều tra, sưu tầm, bảo quản, biên dịch và xuất bản kho tàng sử thi Tây Nguyên của Viện Nghiên cứu Văn hóa. Đồng thời, Sở Khoa học Công nghệ cũng đề xuất ý tưởng "tranh truyện hóa" Dăm Noi.
Một số đoạn Dăm Noi đặc sắc từng được đưa lên màn ảnh đại vĩ tuyến năm 1995 để làm nền cho bộ phim Đất nước đứng lên. 

## Liên kết
1. ↑  Bok Kei-dei (tiếng Hindi: कौण्डिन्य / Kauṇḍinya, Kudāyā): Còn gọi Kră Yang (già trời), tổ phụ ānāk Kudāyā Nāgār.
2. ↑  Drăng trong tiếng Bâhnar chỉ loài chim lớn tương tự phụng hoàng.
3. ↑  Yăgrai: Con rồng.
4. ↑  Hơmră: Con công.
5. ↑  Bok: Kính ngữ tương tự po (tiếng Hindi: भू) trong tiếng Chăm, dành cho nhân vật được vị nể trong cộng đồng.
6. ↑  Dak: Nước.
7. ↑  Duk: Thuyền.
8. ↑  Rơh: Rễ cây.
9. ↑  Chămphu (tiếng Hindi: चमफू): Cây điều.
10. ↑  Giáo sư Tô Ngọc Thanh: Vị học giả uyên bác
11. ↑  Nghiên cứu văn hóa các dân tộc Tây Nguyên - Thành tựu và thực trạng[liên kết hỏng]
12. ↑  Từ một cuốn sách, nghĩ về hiện tượng đạo văn
13. ↑  "Đắm mình trong cõi sử thi". Bản gốc lưu trữ ngày 27 tháng 10 năm 2016. Truy cập ngày 28 tháng 8 năm 2020.
14. ↑  Kho tàng sử thi Tây Nguyên

### Tư liệu
- Vẻ đẹp sử thi Bâhnar
- Sử thi - kho tri thức đồ sộ của người Bâhnar
- Dấu ấn thần thoại cổ tích Tây Nguyên